# رودولف رومبالدونی
رودولف رومبالدونی (ایتالیایی: Rodolfo Rombaldoni؛ زادهٔ ۱۵ دسامبر ۱۹۷۶) بازیکن بسکتبال اهل ایتالیا است.
وی در مسابقات کشوری و بین‌المللی در مجموع برندهٔ ۱ مدال نقره شده‌است.